# Така, Миико
Миико Така (яп. 高美以子 Така Миико) (урожденная Миико Шиката, 24 июля 1925, Сиэтл — 4 января 2023) — американская актриса японского происхождения, известная своими ролями в кино и на телевидении с конца 1950-х до начала 1980-х годов. Её самой известной ролью была роль элегантной японской танцовщицы вместе с Марлоном Брандо в драме о корейской войне «Сайонара». Она также снялась в нескольких других фильмах и телешоу с другими исполнителями, такими как Миёси Умэки, Джеймс Гарнер, Боб Хоуп, Кэри Грант и Тосиро Мифунэ.

## Ранние годы
Така родилась 24 июля 1925 года в Сиэтле, но выросла в Лос-Анджелесе как нисэй; её родители иммигрировали из Японии. В 1942 году, после подписания Чрезвычайного указа № 9066, она была интернирована со своёй семьей в военном центре переселения на реке Хила в Аризоне.

## Карьера
После того, как Одри Хепберн, выбранная режиссёром Джошуа Логаном на роль Хана-оги, отказала ему, он решил взять на роль неизвестную актрису. Така, которая в то время работала клерком в туристическом агентстве в Лос-Анджелесе, была обнаружена искателем талантов на местном фестивале Nisei. Хотя у неё не было никакого актёрского опыта , Variety дал ей положительный отзыв в рецензии на фильм. Warner Bros. заключила с ней срочный контракт по результатам её работы в фильме Сайонара.
После Сайонары она работала в фильмах с Джеймсом Гарнером, Бобом Хоупом, Кэри Грантом, Гленном Фордом и Тоширо Мифунэ (вместе с которым она также работала в телевизионном мини-сериале 1980 года «Сёгун»). Она также работала личным переводчиком для Мифунэ и Акиры Куросавы, когда они посещали Голливуд.

## Личная жизнь
Така вышла замуж за японо-американского актёра Дейла Исимото в Балтиморе в 1944 году, и у них родился сын Грег Шиката, работающий в киноиндустрии, и дочь. Пара развелась в 1958 году.
Така вторично вышла замуж за Ленни Блондхейма, директора теленовостей Лос-Анджелеса в 1963 году. Она проживала в Лас-Вегасе, штат Невада.
О смерти Таки в возрасте 97 лет сообщил её внук 4 января 2023 года.

## Кинофильмы

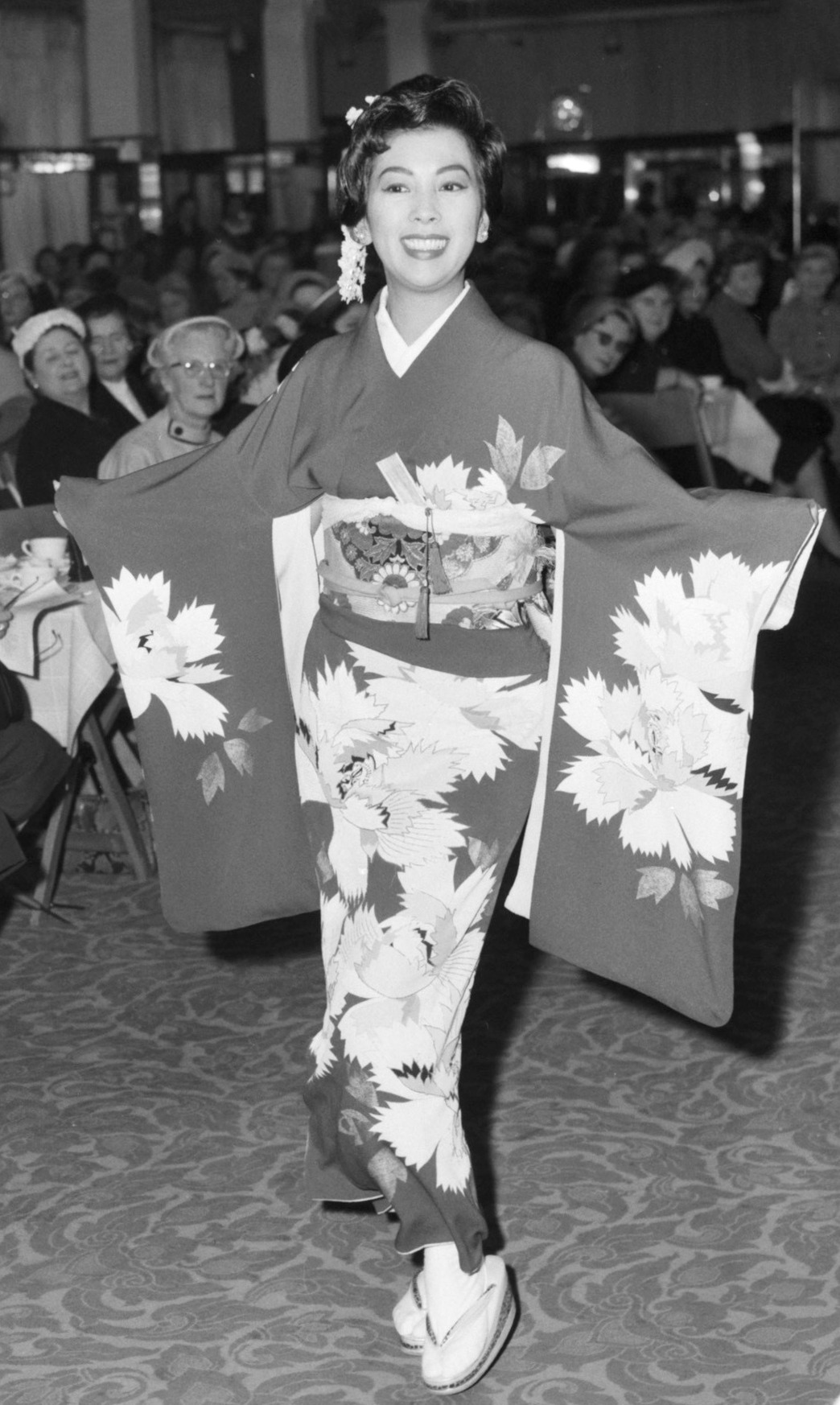
Миико Така в 1958 году.

| Год     | Заголовок            | Роль              | Примечания                                                       |
| ------- | -------------------- | ----------------- | ---------------------------------------------------------------- |
| 1957 г. | Сайонара             | Хана-оги          | дебют на экране, партнёрша Марлона Брандо                        |
| 1958 г. | Hakujaden            | Дух рыбы          | голос: английская версия                                         |
| 1960 г. | Ад в вечность        | Эстер             | с Джеффри Хантером                                               |
| 1961 г. | Плачь о счастье      | Тиёко             | воссоединение с коллегой по фильму «Сайонара» Миёси Умэки        |
| 1961 г. | Узкое место операции | Ари               | высшая ставка оплаты наряду с Роном Фостером и Норманом Олденом  |
| 1963 г. | Глобальное дело      | Фумико            | с Бобом Хоупом                                                   |
| 1965 г. | Искусство любви      | Чжоу Чоу          | воссоединение с партнёром по фильму «Сайонара» Джеймсом Гарнером |
| 1966 г. | Иди, не беги         | Айко Курава       | последний фильм в карьере Кэри Гранта                            |
| 1968 г. | Власть               | Миссис. Ван Зандт |                                                                  |
| 1973 г. | Потерянный горизонт  | Медсестра         |                                                                  |
| 1975 г. | Бумажный тигр        | Мадам Кагояма     | первый фильм с Тосиро Мифунэ                                     |
| 1976 г. | Мидуэй               |                   | только телеверсия, в титрах не указана                           |
| 1978 г. | Большое исправление  | продавщица        | с Ричардом Дрейфусом                                             |
| 1982 г. | Вызов                | жена Ёсиды        | последний фильм Таки с Тосиро Мифунэ в главной роли.             |